# Messier 90
Messier 90 (M90) även känd som NGC 4569, är en spiralgalax i stjärnbilden Jungfrun. Den upptäcktes 1781 av Charles Messier  som införde den som nummer 90 i sin katalog.

## Del i Virgohopen
Messier 90 ingår i Virgohopen och är en av dess största och ljusaste spiralgalaxerna, med en absolut magnitud på ca −22 (ljusare än Andromedagalaxen). Galaxen finns ca 1,5° från den centrala undergruppen Messier 87. På grund av galaxens interaktion med intraklustermediet i dess hop har galaxen förlorat mycket av sitt interstellära medium. Som ett resultat av denna process, som kallas kanttrycksborttagning, verkar medel- och stjärnbildningsregionerna allvarligt stympade jämfört med liknande galaxer utanför Virgohopen och det finns till och med H II-regioner utanför det galaktiska planet samt långa (upp till 80 000 pc, det vill säga 260 000 ljusår) svansar av joniserad gas som har dragits bort.

## Stjärnbildningsaktivitet
Som nämnts ovan verkar stjärnbildningen i Messier 90 störd. Följaktligen verkar galaxens spiralarmar vara släta och funktionslösa, snarare än knutna som galaxer med utökad stjärnbildning, vilket motiverar varför denna galax, tillsammans med NGC 4921 i Comahopen har klassificerats som prototyp till en anemisk galax. Några författare går ännu längre och betraktar den som en passiv spiralgalax, liknande dem som finns på galaxhopar med hög rödförskjutning.
Centrum hos Messier 90 verkar dock vara platsen för en omfattande nebulosa och stjärnbildning, där ca 5 × 104 stjärnor av spektraltyperna O och B som bildades för ca 5 till 6 miljoner år sedan, uppträder bland många superjättar typ A, som bildades i tidigare supernovor för mellan 15 och 30 miljoner år sedan.
Flera supernovor (upp till 105) i galaxens kärna har producerat "supervindar" som blåser galaxens interstellära medium utåt i intraklustermediet i två jetströmmar, varav en störs av interaktion med Virgos intraklustermedium när galaxen rör sig genom det.

## Blåförskjutning
Spektrumet av Messier 90 är blåförskjutet, vilket betyder att nettot av egenrörelsens vektorer, anger att avståndet från jorden till galaxen minskar. Spektrumet för de flesta galaxer är rödförskjutet. Blåförskjutning användes ursprungligen för att hävda att Messier 90 faktiskt var ett objekt i förgrunden av Virgohopen, men eftersom fenomenet mestadels begränsades till galaxer på samma del av himlen som Virgohopen, verkade det som att denna slutsats baserad på blåförskjutning var felaktig. Istället uppvisar många blåförskjutningar på den stora spridningen i hastighet hos objekt inom Virgohopen. Låga nivåer av H I-gas förhindrar att tully-fisher-relationen används för att uppskatta avståndet till Messier 90.

## Kompletterande galaxer
Messier 90 är rik på klotformiga stjärnhopar, med ca 1 000 stycken, och har en satellitgalax (IC 3583), som är en oregelbunden galax. Båda galaxerna troddes interagera, men anses nu vara för långt från varandra för att alls kunna interagera.

## Galleri

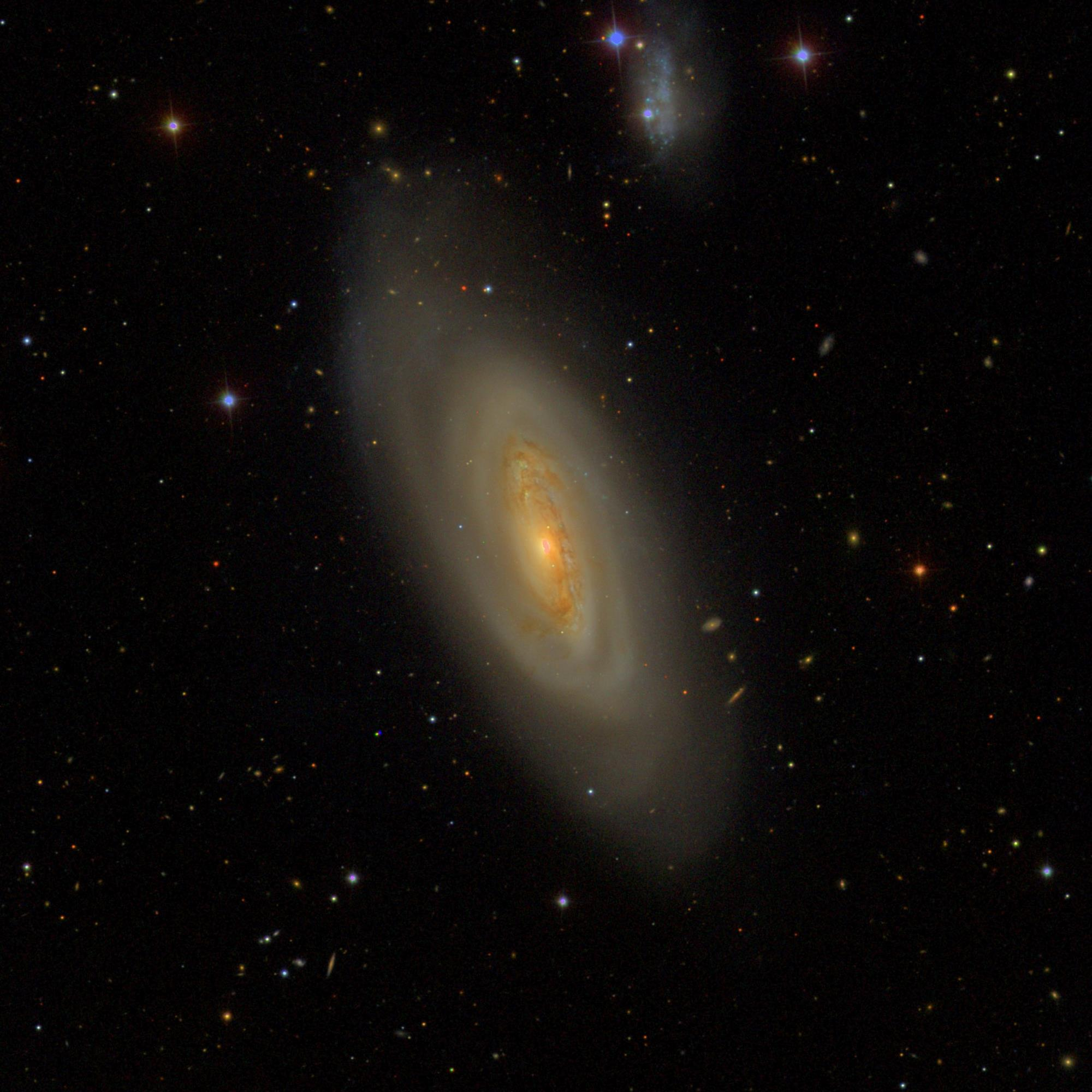
Messier 90 från Sloan Digital Sky Survey
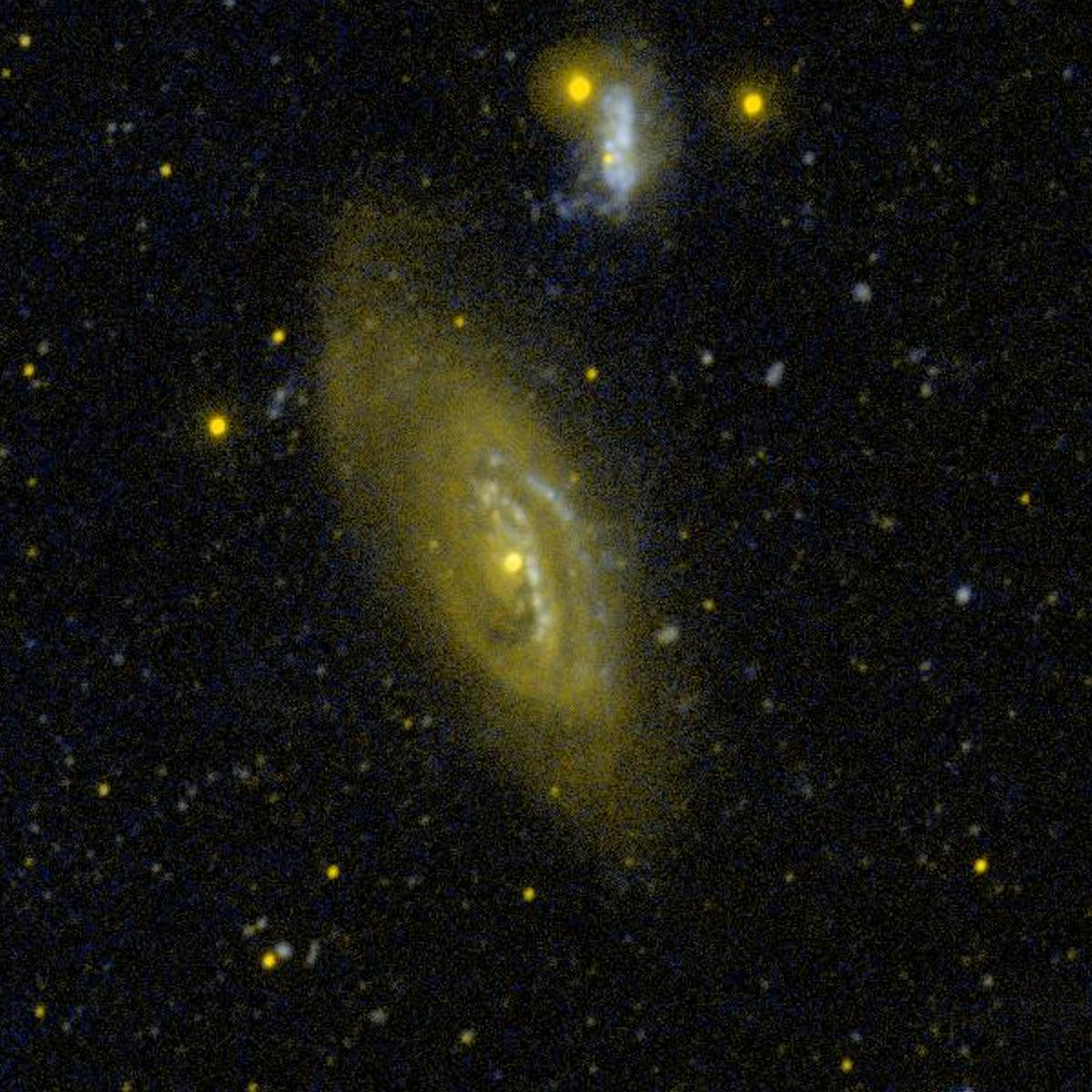
Messier 90 från GALEX